# جنة الجحيم: جيجوكوراكو
جنة الجحيم: جيجوكوراكو (بالإنجليزية: Hell's Paradise: Jigokuraku) هي سلسلة مانغا يابانية نشرت مجاناً في موقع وتطبيق شونن جامب+ في 22 يناير 2018 حتى 25 يناير 2021.تدور أحداث المانغا في فترة إيدو.تم الإعلان عن عمل أنمي مقتبس من المانغا من إنتاج إستوديو مابا.

## الجوائز والترشيحات
| قائمة الجوائز والترشيحات | قائمة الجوائز والترشيحات | قائمة الجوائز والترشيحات | قائمة الجوائز والترشيحات | قائمة الجوائز والترشيحات | قائمة الجوائز والترشيحات |
| السنة                    | الجائزة                  | الفئة                    | المستلم                  | النتيجة                  | م.                       |
| ------------------------ | ------------------------ | ------------------------ | ------------------------ | ------------------------ | ------------------------ |
| 2024                     | جوائز كرانشي رول للأنمي  | أفضل سلسلة جديدة         | جنة الجحيم: جيجوكوراكو   | رُشِّح                      | [ 2 ]                    |
| 2024                     | جوائز كرانشي رول للأنمي  | أفضل تصميم شخصيات        | جنة الجحيم: جيجوكوراكو   | رُشِّح                      | [ 2 ]                    |
| 2024                     | جوائز كرانشي رول للأنمي  | أفضل إخراج فني           | جنة الجحيم: جيجوكوراكو   | رُشِّح                      | [ 2 ]                    |
| 2024                     | جوائز كرانشي رول للأنمي  | أفضل أنمي خيالي          | جنة الجحيم: جيجوكوراكو   | رُشِّح                      | [ 2 ]                    |
| 2024                     | جوائز كرانشي رول للأنمي  | أفضل أغنية أنمي          | جنة الجحيم: جيجوكوراكو   | رُشِّح                      | [ 2 ]                    |
| 2024                     | جوائز كرانشي رول للأنمي  | أفضل شارة بداية          | جنة الجحيم: جيجوكوراكو   | رُشِّح                      | [ 2 ]                    |